# Yerington, Nevada
Yerington là một thành phố ở quận Lyon, nằm ở phía tây Nevada, Hoa Kỳ. Dân số là 2.883 người theo kết quản điều tra dân số năm 2000. Nó được đặt tên theo Henry M. Yerington, Giám đốc của Đường sắt Virginia và Truckee 1868-1910. Đây là quận lỵ của Lyon.

## Địa lý
Yerington nằm ở giao lộ của 95A và Nevada State Route 208. Theo điều tra dân số Hoa Kỳ Văn phòng, thành phố có tổng diện tích là 1,7 dặm vuông (4,4 km ²), tất cả là diện tích đất.

## Nhân khẩu
Theo điều tra dân số 2 năm 2000, thành phố này đã có dân số 2.883 người, 1.203 hộ gia đình, và 729 gia đình sống trong thành phố. Mật độ dân số là 1,698.4 người trên một dặm vuông (654.8/km ²). Có 1.359 đơn vị nhà ở mật độ trung bình của 800.6/sq mi (308.7/km ²). Cơ cấu dân tộc của dân cư thành phố là 84,53% người da trắng, 0,17% người Mỹ gốc Phi, 6,24% người Mỹ bản xứ, 0,38% ở châu Á, 5,79% từ các chủng tộc khác, và 2,88% từ hai hoặc nhiều chủng tộc. Hispanic hay Latino thuộc một chủng tộc nào được 15,44% dân số.
Có tổng cộng 1.203 hộ, trong đó 27,7% có trẻ em dưới 18 tuổi sống chung với họ, 46,1% là đôi vợ chồng sống với nhau, 10,2% có nữ hộ và không có chồng, và 39,4% gia đình được không. 35,0% hộ gia đình đã được tạo ra từ các cá nhân, và 19,6% có người sống một mình 65 tuổi hoặc lớn tuổi hơn là người. Cỡ hộ trung bình là 2,29, và kích cỡ gia đình trung bình là 2,97.
Độ tuổi của dân cư thành phố với 24,7% ở độ tuổi dưới 18, 8,1% 18-24, 22,2% 25-44, 19,4% 45-64, và 25,7% từ 65 tuổi trở lên người. Độ tuổi trung bình là 41 năm. Đối với mỗi 100 nữ có 99,1 nam giới. Đối với mỗi 100 nữ 18 tuổi trở lên, có 92,7 nam giới.
Thu nhập trung bình cho một hộ gia đình trong thành phố là 31.151 USD, và thu nhập trung bình cho một gia đình là 39.038 đô la Mỹ. Phái nam có thu nhập trung bình 25.724 Mỹ kim so với 24.550 $ của phái nữ. Mức thu nhập bình quân đầu người của thành phố là 18.640 $. Có 12,6% các gia đình và 17,9% dân số sống dưới mức nghèo khổ, bao gồm 26,2% của những người dưới 18 tuổi và 12,3% của những người 65 tuổi hoặc hơn. 